# جيوسياسة نقدية
المفهوم الأساسي جيوسياسة نقدية أو الجغرافيا السياسية النقدية هو أن مفكري إدارة شؤون الدولة يشكلون أفكارًا حول الأماكن، وهذه الأفكار تؤثر على أدائهم السياسي وخياراتهم السياسية وتعزّزها، وتؤثر تلك الأفكار أيضًا على كيفية معالجتنا-نحن الشعب- لمفاهيمنا الخاصة عن الأماكن والسياسات.
تعتبر الجيوسياسة الحرجة أن الجيوسياسة تشتمل على أربعة جوانب مترابطة هي: الجيوسياسة الشعبية، والجيوسياسة الرسمية، والجيوسياسة الهيكلية، والجيوسياسة العملية. تستمر البعثات العلمية الجيوسياسية الحرجة بطرح أسئلة تتعلق بالخطابات الجيوسياسية، والممارسة الجيوسياسية (أي السياسة الخارجية) وتاريخ الجيوسياسة.
في حوالي عام 2015، ظهر فرع جديد من الأدب الجيوسياسي الحرج، من خلال تحليل ونقد فرع جديد آخر من فروع الأدب، يُعنى بالجيوسياسة لمصادر الطاقة المتجددة. جادل أدب الجيوسياسة الحرجة الجديد هذا بأن (1) خطر المنافسة الجيوسياسية على المواد الحرجة الخاصة بمصادر الطاقة المتجددة محدود، (2) ليس بالضروروة أن تعود لعنة الموارد كما نعرفها من قطاع النفط للظهور في العديد من البلدان فيما يتعلق الطاقة المتجددة، (3) سيكون قطع الكهرباء عبر الحدود غالبًا سلاحًا جيوسياسيًا غير مناسب، (4) ليس واضحًا إن كان الاستخدام المتزايد للطاقة المتجددة سيؤدي إلى تفاقم مخاطر الأمن الإلكتروني.

## الكلمات المفتاحية والمفاهيم
متجذرًا في مرحلة ما بعد البنيوية إلى جانب العديد من البعثات العلمية ما بعد الاستعمارية، يهتم البحث الجيوسياسي الحرج، في جوهره، بالخطابات الجيوسياسية وعملياتها وتفاعلاتها وخلافاتها.[بحاجة لمصدر]
يعتبر هذا التوجه ما بعد البنيوي أن حقائق المجال السياسي العالمي لا تكشف ببساطة عن نفسها للمراقبين غير المتحيزين أو المحيطين بكل شيء.[بحاجة لمصدر] بدلًا من ذلك، تعتبر المعارف الجيوسياسية جزئية وواقعية، وناتجة عن مواقف موضوعية معينة. في هذا السياق، تنتج الممارسات الجيوسياسية عن مجموعة معقدة من الأفكار والخطابات التنافسية، والتي تتغير بدورها. تعتبر الروابط بين النماذج والعمليات الجيوسياسية، من ناحية، والأنواع المختلفة من الخطابات من ناحية أخرى، مساهمة مفتاحية في جغرافية وسائل الإعلام والاتصالات. بالتالي فإنها تدل أيضًا أن الممارسة الجيوسياسية «صحيحة» أو «طبيعية» بشكل لا يمكن مجادلته.
علاوة على ذلك، بما أن المعرفة السياسية تعتبر جزئية، وواقعية ومُتجسدة، فإن الدول القومية ليست الوحدة القانونية الوحيدة للتحليل الجيوسياسي ضمن الجيوسياسة. بدلًا من ذلك، فإن المعرفة الجيوسياسية تعتبر أكثر انتشارًا مع أخذ الخطابات الجيوسياسية الشعبية بعين الاعتبار، إلى جانب الجيوسياسة «العملية» و«الرسمية».